# Douglas DC-4
Douglas DC-4 je americký čtyřmotorový vrtulový dopravní letoun s dlouhým doletem, vyvinutý společností Douglas Aircraft. Po druhé světové válce byl používán během blokády Berlína až do 60. let. Po roce 1945 jej používalo mnoho leteckých společností i na mezikontinentální lety.
Problémem letadel DC-4 byla v té době komplikovaná konstrukce a vysoké náklady na údržbu. V době vstupu USA do války byly letouny DC-4 přidělené k USAAF, kde sloužily jako transportní letouny C-54 Skymaster.
Po válce bylo vyrobeno 79 letadel DC-4; výroba byla zastavena v roce 1947 ve prospěch úspěšnějšího DC-6.

## Varianty
- DC-4-1009 - Poválečná osobní verze; mohla přepravovat až 86 cestujících.
- DC-4-1037 - Poválečná nákladní verze.

## Specifikace (DC-4-1009)

### Technické údaje
- Osádka: 4
- Kapacita: 86 cestujících
- Rozpětí: 35,80 m
- Délka: 28,60 m
- Výška: 8,38 m
- Nosná plocha: 135,60 m²
- Hmotnost prázdného stroje: 19 640 kg
- Vzletová hmotnost: 28 800 kg
- Maximální vzletová hmotnost: 33 100 kg
- Pohonná jednotka: 4× hvězdicový motor Pratt & Whitney R-2800 o každý o výkonu 1 081 kW

### Výkony
- Maximální rychlost: 450 km/h
- Cestovní rychlost: 365 km/h
- Dostup: 6 800 m
- Dolet: 6 839 km
- Plošné zatížení: 212.4 kg/m²
- Poměr výkon/hmotnost: 6,6 kg/kW